# 1954 год в спорте
Список 1954 год в спорте описывает спортивные события, произошедшие в 1954 году.

## СССР
- Чемпионат СССР по боксу 1954;
- Чемпионат СССР по классической борьбе 1954;
- Чемпионат СССР по самбо 1954;
- Чемпионат СССР по баскетболу среди женщин 1954;
- Чемпионат СССР по баскетболу среди мужчин 1954;
- Чемпионат СССР по волейболу среди женщин 1954;
- Чемпионат СССР по волейболу среди мужчин 1954;
- Чемпионат СССР по лёгкой атлетике 1954;
- Чемпионат СССР по русским шашкам 1954;
- Чемпионат СССР по хоккею с мячом 1954;
- Чемпионат СССР по шахматам 1954;

### Футбол
- Чемпионат СССР по футболу 1954;
- Кубок СССР по футболу 1954;
- Созданы клубы:
  - «Кайрат» (Алма-Ата);
  - «Наири» (Ереван);

### Хоккей
- Чемпионат СССР по хоккею с шайбой 1953/1954;
- Чемпионат СССР по хоккею с шайбой 1954/1955;
- Создан клуб «Прогресс» (Глазов);

## Международные события
- Чемпионат Европы по лёгкой атлетике 1954;
- Чемпионат Европы по фигурному катанию 1954;
- Чемпионат мира по баскетболу 1954;
- Чемпионат мира по конькобежному спорту в классическом многоборье 1954;
- Чемпионат мира по лыжным видам спорта 1954;
- Чемпионат мира по спортивной гимнастике 1954;
- Чемпионат мира по фигурному катанию 1954;
- Чемпионат мира по футболу 1954;
- Чемпионат мира по хоккею с шайбой 1954;

### Шахматы
- Матч за звание чемпиона мира по шахматам 1954;
- Шахматная олимпиада 1954;